# Arthur Harden
Pour les articles homonymes, voir Harden.
Arthur Harden (12 octobre 1865 à Manchester, Angleterre - 17 juin 1940 à Bourne End, Angleterre) est un biochimiste anglais, co-lauréat du prix Nobel de chimie de 1929 avec Hans von Euler-Chelpin « pour leurs recherches sur la fermentation du sucre et des enzymes de fermentation ».

## Biographie
Harden est né le 12 octobre 1865 à Manchester, fils d'Albert Tyas Harden et d'Eliza Macalister. Il étudie dans une école privée et au Tettenhall College dans le Staffordshire puis à l'université de Manchester dont il sort diplômé en 1885. En 1886, il reçoit la bourse d'études Dalton en chimie, et passe un an à travailler avec Otto Fischer à Erlangen. Il rentre ensuite à Manchester comme maître de conférence et démonstrateur jusqu'en 1897, puis obtient un poste de chimiste au tout nouvel Institut britannique de médecine préventive (qui devient ensuite l'Institut Lister). En 1907, il est nommé à la direction du département de biochimie, où il demeure jusqu'à sa retraite en 1930 (bien qu'il continuât d'y mener des recherches après durant sa retraite).
À Manchester, Harden étudie l'action de la lumière sur les mélanges de dioxyde de carbone et de  chlore, et lorsqu'il entre à l'Institut il applique sa méthode à l'étude de phénomènes biochimiques tels que l'action chimiques des bactéries ou que la fermentation alcoolique. Il étudie les produits de décomposition du glucose et la chimie des levures. Il produit également une série de publications sur des vitamines contre le scorbut et la névrite.
Harden est fait chevalier en 1936, et reçut plusieurs doctorats honorifiques. Il fut élu membre de la Royal Society en 1909 et reçoit la médaille Davy en 1935. 
Il meurt le 17 juin 1940 à Bourne End.